# Öland
Öland (câteodată cunoscută ca Oelandia) este o provincie a Suediei. De fapt, este a doua cea mai mare insulă a țării, dar cea mai mică provincie.

## Istorie

### Antichitate
Öland a fost una dintre insulele menționate de Pliniu cel Bătrân în Naturalis Historia. Conform lui, în limba latină aceasta era cunoscută drept Glaesaria, cuvânt derivat din termenul protogermanic *glasą, sticlă sau ambră. Numele provine de la marile cantități de ambră pe care insula le-ar fi avut în epoca romană.

## Demografice
Provincia are o populație de 25.000 (1999).

## Județe
- Kalmar